# Đurađ Branković
Đurađ (eller i svensk litteratur ofta kallad Juraj) Branković, död 1456, var en serbisk adelsman. Han var son till Vuk Branković.
Branković blev 1427 despota över Serbien, och slöt sig i kampen mellan Turkiet och Ungern till det senare landet. Hans tveksamma hållning föranledde 1455 sultanen Mehmet II att infalla i landet, varvid Branković tillfångatogs och Serbien lades som provins direkt under det turkiska väldet.
Ferenc Erkels opera Brankovics György handlar om honom. 